# Walram (Sponheim-Kreuznach)

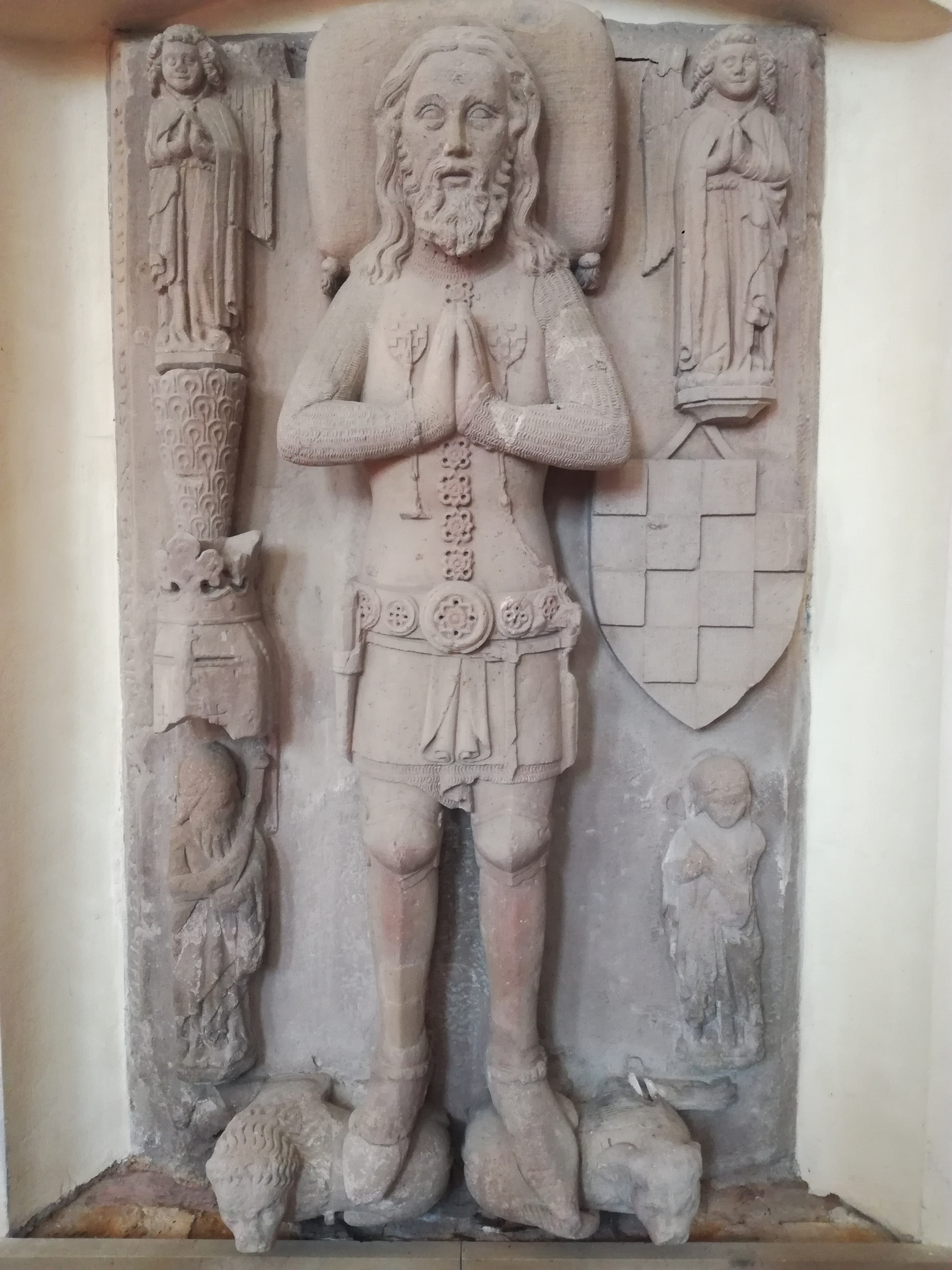
Tumbadeckel mit Darstellung von Graf Walram von Sponheim († 1380), Stiftskirche Pfaffen-Schwabenheim

Graf Walram (* um 1305; † 1380) regierte die vordere Grafschaft Sponheim und stammte aus dem Adelsgeschlecht der Sponheimer.

## Leben und Wirken
Walram wurde um 1305 vermutlich in Kastellaun geboren. Dort residierte sein Vater Simon II. bis zu dessen Tod 1336. Als sein Onkel Johann II. 1340 starb, übernahm Walram die Regierung in der gesamten Vorderen Grafschaft Sponheim. Er vereinigte das zuvor geteilte Gebiet und wählte Kreuznach als Hauptort sowie die dortige Kauzenburg als Residenz. Bereits 1330 hatte er Elisabeth von Katzenelnbogen geheiratet. Graf Walram führte zahlreiche Fehden. 1380 ist Walram gestorben. Er wurde in der sog. Klosterkirche zu Pfaffen-Schwabenheim an der Seite der Grafen Simon I., Johann I. und Johann II. begraben, sein Grabmal ist dort zu besichtigen.

## Nachkommen
- Simon III. von Sponheim-Kreuznach und Graf von Vianden
- Elisabeth, verheiratet mit Johann IV. von Sponheim-Starkenburg
- Margarethe